# Sauvetage sportif aux Jeux mondiaux de 2022
Navigation
Wrocław 2017 Chengdu 2025
Les épreuves de sauvetage sportif des Jeux mondiaux de 2022 ont lieu les 10 et 11 juillet 2022 dans le piscine du Birmingham Crossplex.

## Organisation
Les huit meilleures nations participent aux épreuves : 
- Allemagne
- Belgique
- Espagne
- France
- Hongrie
- Italie
- Japon
- Pologne

Comme en athlétisme, pour se qualifier, il y a des minima à atteindre au cours de la saison 2021 :
- En individuel, c'est le record du monde de l'épreuve abaissé de 12,5% ;
- En équipe, la limite est le record du monde de l'épreuve abaissé de 15%.

| Épreuve                    | Femmes          | Femmes   | Hommes          | Hommes   |
| Épreuve                    | Record du monde | Minima   | Record du monde | Minima   |
| -------------------------- | --------------- | -------- | --------------- | -------- |
| 50 m mannequin             | 00:32.79        | 00:36.89 | 00:27.27        | 00:30.68 |
| 100 m mannequin palmes     | 00:49.33        | 00:55.50 | 00:44.04        | 00:49.55 |
| 100 m bouée tube           | 00:55.40        | 01:02.33 | 00:49.02        | 00:55.15 |
| 200 m obstacles            | 02:01.88        | 02:17.12 | 01:53.16        | 02:07.31 |
| 200 m super sauveteur      | 02:20.05        | 02:37.56 | 02:04.33        | 02:19.87 |
| Relais 4 × 25 m mannequin  | 01:17.63        | 01:29.27 | 01:04.04        | 01:13.65 |
| Relais 4 × 50 m obstacles  | 01:46.16        | 02:02.08 | 01:34.80        | 01:49.02 |
| Relais 4 × 50 m bouée tube | 01:37.47        | 01:52.09 | 01:26.19        | 01:39.12 |

## Résultats

### 50mmannequin
| Rang               | Nageur             | Temps   |
| ------------------ | ------------------ | ------- |
| Médaille d'or      | Danny Wieck        | 28 s 96 |
| Médaille d'argent  | Francesco Ippolito | 29 s 16 |
| Médaille de bronze | Joshua Perling     | 29 s 40 |
| 4                  | Mauro Ferro        | 29 s 72 |
| 5                  | Wojciech Kotowski  | 30 s 25 |
| 6                  | Raul Szpunar       | 30 s 43 |
| 7                  | Mathieu Perrillon  | 30 s 77 |
| 8                  | Pau Bletran        | 31 s 18 |

| Rang               | Nageuse             | Temps   |
| ------------------ | ------------------- | ------- |
| Médaille d'or      | Nina Holt           | 33 s 77 |
| Médaille d'argent  | Helene Giovanelli   | 34 s 99 |
| Médaille de bronze | Kerstin Lange       | 35 s 48 |
| 4                  | Ava Pretre          | 35 s 65 |
| 5                  | Leslie Belkacemi    | 36 s 4  |
| 6                  | Aurélie Romanini    | 36 s 18 |
| 7                  | Antía García        | 36 s 70 |
| 8                  | Francesca Cristetti | 36 s 94 |

### 100mmannequin palmes
| Rang               | Nageur           | Temps   |
| ------------------ | ---------------- | ------- |
| Médaille d'or      | Jan Malkowski    | 46 s 37 |
| Médaille d'argent  | Fabio Pezzotti   | 47 s 21 |
| Médaille de bronze | Tim Brang        | 47 s 40 |
| 4                  | Florian Delahaye | 47 s 62 |
| 5                  | Andrea Vivalda   | 47 s 66 |
| 6                  | Javier Perez     | 48 s 72 |
| 7                  | Arnaud Crodoba   | 48 s 97 |
| 8                  | Francisco Catalá | 51 s 10 |

| Rang               | Nageuse           | Temps   |
| ------------------ | ----------------- | ------- |
| Médaille d'or      | Undine Lauerwald  | 52 s 62 |
| Médaille d'argent  | Antía García      | 52 s 98 |
| Médaille de bronze | Nina Holt         | 53 s 57 |
| 4                  | Federica Volpini  | 54 s 27 |
| 5                  | Magali Rousseau   | 55 s 81 |
| 6                  | Lucrezia Fabretti | 56 s 6  |
| 7                  | Camille Julien    | 56 s 79 |
| 8                  | María Rodríguez   | 57 s 90 |

### 100mbouée tube
| Rang               | Nageur            | Temps   |
| ------------------ | ----------------- | ------- |
| Médaille d'or      | Tim Brang         | 50 s 48 |
| Médaille d'argent  | Javier Catalá     | 51 s 63 |
| Médaille de bronze | Alberto Turrado   | 52 s 92 |
| 4                  | Andrea Niciarelli | 53 s 8  |
| 5                  | Florian Delahaye  | 53 s 34 |
| 6                  | Corentin Stavart  | 53 s 46 |
| 7                  | Fabio Pezzotti    | 51 s 1  |
| 8                  | Kevin Lehr        | DSQ     |

| Rang               | Nageuse          | Temps        |
| ------------------ | ---------------- | ------------ |
| Médaille d'or      | Federica Volpini | 56 s 27      |
| Médaille d'argent  | Paola Lanzilotti | 58 s 12      |
| Médaille de bronze | Justine Weyders  | 58 s 83      |
| 4                  | Vivian Zander    | 59 s 17      |
| 5                  | Bo van de Plas   | 59 s 60      |
| 6                  | Antía García     | 59 s 61      |
| 7                  | Lola Caballero   | 1 min 1 s 72 |
| 8                  | Undine Lauerwald | DSQ          |

### 200mobstacles
| Rang               | Nageur             | Temps         |
| ------------------ | ------------------ | ------------- |
| Médaille d'or      | Andreas Hansen     | 1 min 55 s 36 |
| Médaille d'argent  | Francesco Ippolito | 1 min 59 s 27 |
| Médaille de bronze | Enzo Nardozza      | 1 min 59 s 73 |
| 4                  | Javier Perez       | 2 min 0 s 98  |
| 5                  | Roberto Moreno     | 2 min 1 s 40  |
| 6                  | Fabian Ende        | 2 min 2 s 3   |
| 7                  | Kévin Lasserre     | 2 min 9 s 8   |
| 8                  | Arne Moller        | 2 min 9 s 13  |

| Rang               | Nageuse            | Temps         |
| ------------------ | ------------------ | ------------- |
| Médaille d'or      | Nina Holt          | 2 min 5 s 51  |
| Médaille d'argent  | Anna Pirovano      | 2 min 7 s 48  |
| Médaille de bronze | Alicja Tchórz      | 2 min 7 s 86  |
| 4                  | Zsuzsanna Jakabos  | 2 min 8 s 42  |
| 5                  | Francesca Pasquino | 2 min 9 s 14  |
| 6                  | Paula Zukowska     | 2 min 11 s 7  |
| 7                  | Alba Gomez         | 2 min 14 s 39 |
| 8                  | Nuria Payola       | 2 min 15 s 22 |

### 200msuper sauveteur
| Rang               | Nageur             | Temps         |
| ------------------ | ------------------ | ------------- |
| Médaille d'or      | Francesco Ippolito | 2 min 5 s 17  |
| Médaille d'argent  | Kévin Lasserre     | 2 min 10 s 1  |
| Médaille de bronze | Federico Gilardi   | 2 min 10 s 53 |
| 4                  | Joshua Perling     | 2 min 11 s 14 |
| 5                  | Dylan Vialettes    | 2 min 12 s 74 |
| 6                  | Javier Sanchez     | 2 min 14 s 36 |
| 7                  | Arne Moller        | 2 min 14 s 75 |
| 8                  | Adam Dubiel        | 2 min 14 s 90 |

| Rang               | Nageuse          | Temps         |
| ------------------ | ---------------- | ------------- |
| Médaille d'or      | Magali Rousseau  | 2 min 21 s 69 |
| Médaille d'argent  | Paola Lanzilotti | 2 min 21 s 82 |
| Médaille de bronze | Silvia Meschiari | 2 min 23 s 66 |
| 4                  | Bo van de Plas   | 2 min 25 s 57 |
| 5                  | Alica Gebhardt   | 2 min 29 s 30 |
| 6                  | Maria Rodriguez  | 2 min 32 s 57 |
| 7                  | Camille Julien   | 2 min 33 s 27 |
| 8                  | Nuria Payola     | DSQ           |

### Relais4 × 25mmannequin
| Rang               | Équipe                                                                               | Temps         |
| ------------------ | ------------------------------------------------------------------------------------ | ------------- |
| Médaille d'or      | Allemagne- Fabian Ende - Joshua Perling - Fabian Thorwesten - Danny Wieck            | 1 min 5 s 22  |
| Médaille d'argent  | Italie- Mauro Ferro - Fabio Pezzotti - Francesco Ippolito - Simone Locchi            | 1 min 6 s 53  |
| Médaille de bronze | Pologne- Wojciech Kotowski - Adam Dubiel - Cezary Kępa - Hubert Nakielski            | 1 min 7 s 44  |
| 4                  | Espagne- Pau Beltran - Raul Szpunar - Roberto Moreno - Miguel Lopez                  | 1 min 9 s 91  |
| 5                  | Belgique- Joni Ceusters - Maarten van Laethem - Jeroen Lecoutere - Jelle Vandersteen | 1 min 10 s 79 |
| 6                  | Japon- Yoshiharu Takasu - Suguru Ando - Shun Nishiyama - Naoya Hirano                | 1 min 11 s 58 |
| 7                  | Hongrie- Bence Gyárfás - Krisztián Takács - Gábor Balog - Matyas Giczi               | 1 min 12 s 14 |
| 8                  | France- Mathieu Perillon - Valentin Turgal - Dylan Vialettes - Etienne Vidal         | 1 min 13 s 2  |

| Rang               | Équipe                                                                                | Temps         |
| ------------------ | ------------------------------------------------------------------------------------- | ------------- |
| Médaille d'or      | Allemagne- Undine Lauerwald - Nina Holt - Vivian Zander - Kerstin Lange               | 1 min 21 s 21 |
| Médaille d'argent  | France- Ava Prêtre - Magali Rousseau - Leslie Belkacemi - Ludivine Blanc              | 1 min 21 s 79 |
| Médaille de bronze | Belgique- Sofie Boogaerts - Stefanie Lindekens - Nele Vanbuel - Aurélie Romanini      | 1 min 23 s 41 |
| 4                  | Espagne- Maria Rodriguez - Nuria Payola - Esther Garcia - Antía García                | 1 min 25 s 55 |
| 5                  | Italie- Helene Giovanelli - Lucrezia Fabretti - Francesca Pasquino - Silvia Meschiari | 1 min 26 s 6  |
| 6                  | Hongrie- Petra Senánszky - Fanni Gyurinovics - Panna Ugrai - Evelyn Verrasztó         | 1 min 27 s 45 |
| 7                  | Pologne- Alicja Tchórz - Natalia Lewandowska - Paula Zukowska - Kornelia Fiedkiewicz  | 1 min 28 s 19 |
| 8                  | Japon- Manami Yagi - Wakana Ito - Nozomi Yamagishi - Saaya Nasukawa                   | 1 min 30 s 67 |

### Relais4 × 50mbouée tube
| Rang               | Équipe                                                                              | Temps                                                |
| ------------------ | ----------------------------------------------------------------------------------- | ---------------------------------------------------- |
| Médaille d'or      | Hongrie- Krisztián Takács - Gábor Balog - Szebasztián Szabó - Bence Gyárfás         | 1 min 26 s 53- 23 s 54 - 16 s 46 - 24 s 73 - 21 s 80 |
| Médaille d'argent  | Italie- Davide Marchese - Fabio Pezzotti - Simone Locchi - Francesco Ippolito       | 1 min 27 s 16- 22 s 81 - 16 s 1 - 25 s 69 - 22 s 65  |
| Médaille de bronze | Allemagne- Fabian Ende - Jan Malkowski - Danny Wieck - Fabian Thorwesten            | 1 min 27 s 48- 24 s 40 - 1 min 4 s 27 - 23 s 21      |
| 4                  | Pologne- Hubert Nakielski - Mateusz Szurmiej - Wojciech Kotowski - Cezary Kępa      | 1 min 28 s 65- 23 s 51 - 16 s 30 - 24 s 57 - 24 s 27 |
| 5                  | Japon- Takahiro Itaba - Yoshiharu Takasu - Suguru Ando - Shun Nishiyama             | 1 min 29 s 15- 23 s 98 - 16 s 11 - 26 s 17 - 22 s 89 |
| 6                  | Espagne- Pau Beltran - Javier Perez - Miguel Lopez - Raul Szpunar                   | 1 min 31 s 83- 40 s 66                               |
| 7                  | France- Mathieu Perrillon - Florian Delahaye - Etienne Vidal - Valentin Turgal      | 1 min 31 s 99- 24 s 63 - 1 min 5 s 93 - 26 s 6       |
| 8                  | Belgique- Jeroen Lecoutere - Corentin Stavart - Joni Ceusters - Maarten van Laethem | 1 min 32 s 72- 24 s 69 - 16 s 52 - 26 s 78 - 24 s 77 |

| Rang               | Équipe                                                                                 | Temps                            |
| ------------------ | -------------------------------------------------------------------------------------- | -------------------------------- |
| Médaille d'or      | Allemagne- Nina Holt - Vivian Zander - Kerstin Lange - Undine Lauerwald                | 1 min 35 s 82- 25 s 57 - 19 s 19 |
| Médaille d'argent  | Hongrie- Zsuzsanna Jakabos - Panna Ugrai - Fanni Gyurinovics - Petra Senánszky         | 1 min 37 s 26- 25 s 94 - 18 s 96 |
| Médaille de bronze | Italie- Helene Giovanelli - Lucrezia Fabretti - Francesca Pasquino - Federica Volpini  | 1 min 37 s 90- 26 s 46 - 21 s 73 |
| 4                  | Pologne- Natalia Lewandowska - Klaudia Nazielbo - Kornelia Fiedkiewicz - Alicja Tchórz | 1 min 40 s 25- 26 s 75 - 17 s 43 |
| 5                  | France- Ludivine Blanc - Camille Julien - Magali Rousseau - Ava Pretre                 | 1 min 40 s 84- 26 s 39           |
| 6                  | Japon- Wakan Ito - Nozomi Yamagishi - Hako Hirai - Saaya Nasukawa                      | 1 min 41 s 61- 27 s 30 - 18 s 79 |
| 7                  | Espagne- Antía García - Elsa Lopez - Nuria Payola - Maria Rodriguez                    | 1 min 42 s 15- 45 s 89           |
| 8                  | Belgique- Aurélie Romanini - Nele Vanbuel - Stefanie Lindekens - Sofie Boogaerts       | 1 min 43 s 18- 27 s 16 - 20 s 17 |

### Relais4 × 50mobstacles
| Rang               | Équipe                                                                              | Temps                                                |
| ------------------ | ----------------------------------------------------------------------------------- | ---------------------------------------------------- |
| Médaille d'or      | Hongrie- Szebasztián Szabó - Bence Gyárfás - Krisztián Takács - Gábor Balog         | 1 min 34 s 91- 22 s 87 - 24 s - 23 s 79 - 24 s 25    |
| Médaille d'argent  | Italie- Mauro Ferro - Simone Locchi - Francesco Ippolito - Davide Marchese          | 1 min 35 s 77- 24 s 76 - 23 s 74 - 23 s 48 - 23 s 79 |
| Médaille de bronze | Japon- Naoya Hirano - Takahiro Itaba - Yoshiharu Takasu - Suguru Ando               | 1 min 37 s 17- 24 s 70 - 24 s 23 - 23 s 96 - 24 s 28 |
| 4                  | Allemagne- Fabian Ende - Fabian Thorwesten - Joshua Perling - Danny Wieck           | 1 min 39 s 72- 25 s 35 - 25 s 99 - 25 s 15 - 23 s 23 |
| 5                  | Pologne- Hubert Nakielski - Adam Dubiel - Cezary Kępa - Wojcieh Kotowski            | 1 min 39 s 90- 25 s 1 - 24 s 57 - 25 s 11 - 25 s 21  |
| 6                  | Espagne- Paul Beltran - Roberto Moreno - Miguel Lopez - Raul Szpunar                | 4 min 40 s 8- 25 s 10 - 25 s 36 - 24 s 68 - 24 s 94  |
| 7                  | France- Mathieu Perillon - Valentin Turgal - Dylan Vialettes - Etienne Vidal        | 1 min 41 s 53- 24 s 55 - 26 s 41 - 25 s 91 - 24 s 66 |
| 8                  | Belgique- Joni Ceusters - Maarten van Laethem - Corentin Stavart - Jeroen Lecoutere | 1 min 42 s 22- 25 s 84 - 25 s 66 - 25 s 91 - 24 s 81 |

| Rang               | Équipe                                                                                | Temps                                                |
| ------------------ | ------------------------------------------------------------------------------------- | ---------------------------------------------------- |
| Médaille d'or      | Hongrie- Petra Senánszky - Fanni Gyurinovics - Zsuzsanna Jakabos - Evelyn Verrasztó   | 1 min 49 s 5- 27 s 48 - 26 s 53 - 27 s 14 - 27 s 90  |
| Médaille d'or      | Pologne- Kornelia Fiedkiewicz - Klaudia Naziębło - Paula Żukowska - Alicja Tchórz     | 1 min 49 s 5- 27 s 21 - 26 s 36 - 28 s 98 - 26 s 50  |
| Médaille de bronze | Italie- Helene Giovanelli - Lucrezia Fabretti - Francesca Pasquino - Silvia Meschiari | 1 min 49 s 32- 27 s 98 - 26 s 67 - 27 s 81 - 26 s 86 |
| 4                  | France- Ava Pretre - Ludivine Blanc - Leslie Belkacemi - Magali Rousseau              | 1 min 51 s 13- 28 s 14 - 28 s 7 - 27 s 53 - 27 s 39  |
| 5                  | Allemagne- Nina Holt - Valentina Toti - Undine Lauerwald - Kerstin Lange              | 1 min 51 s 14- 27 s 46 - 28 s 51 - 27 s 89 - 27 s 28 |
| 6                  | Japon- Wakana Ito - Saaya Nasukawa - Hako Hirai - Nozomi Yamagishi                    | 1 min 53 s 15- 28 s 62 - 27 s 95 - 28 s 16 - 28 s 42 |
| 7                  | Espagne- Elsa Lopez - Antía García - Nuria Payola - Esther Garcia                     | 1 min 53 s 50- 28 s 32 - 28 s 60 - 27 s 87 - 28 s 71 |
| 8                  | Belgique- Aurélie Romanini - Sofie Boogaerts - Stefanie Lindekens - Bo van de Plas    | 1 min 55 s 66- 28 s 62 - 28 s 74 - 29 s 40 - 28 s 90 |

## Médaillés
| Épreuves                   | Or | Argent                                                                         | Bronze                                                                                |
| -------------------------- | --- | ------------------------------------------------------------------------------ | ------------------------------------------------------------------------------------- |
| Hommes                     | |                                                                                |                                                                                       |
| 50 m mannequin             | Danny Wieck | Francesco Ippolito                                                             | Joshua Perling                                                                        |
| 100 m bouée tube           | Jan Malkowski | Fabio Pezzotti                                                                 | Tim Brang                                                                             |
| 100 m mannequin palmes     | Tim Brang | Javier Catalá                                                                  | Alberto Turrado                                                                       |
| 200 m obstacles            | Andreas Hansen | Francesco Ippolito                                                             | Enzo Nardozza                                                                         |
| 200 m super sauveteur      | Francesco Ippolito | Kévin Lasserre                                                                 | Federico Gilardi                                                                      |
| Relais 4 × 25 m mannequin  | Allemagne- Fabian Ende - Joshua Perling - Fabian Thorwesten - Danny Wieck                                                                                             | Italie- Mauro Ferro - Fabio Pezzotti - Francesco Ippolito - Simone Locchi      | Pologne- Wojciech Kotowski - Adam Dubiel - Cezary Kępa - Hubert Nakielski             |
| Relais 4 × 50 m bouée tube | Hongrie- Krisztián Takács - Gábor Balog - Szebasztián Szabó - Bence Gyárfás                                                                                           | Italie- Davide Marchese - Fabio Pezzotti - Simone Locchi - Francesco Ippolito  | Allemagne- Fabian Ende - Jan Malkowski - Danny Wieck - Fabian Thorwesten              |
| Relais 4 × 50 m obstacles  | Hongrie- Szebasztián Szabó - Bence Gyárfás - Krisztián Takács - Gábor Balog                                                                                           | Italie- Mauro Ferro - Simone Locchi - Francesco Ippolito - Davide Marchese     | Japon- Naoya Hirano - Takahiro Itaba - Yoshiharu Takasu - Suguru Ando                 |
| Femmes                     | |                                                                                |                                                                                       |
| 50 m mannequin             | Nina Holt | Helene Giovanelli                                                              | Kerstin Lange                                                                         |
| 100 m bouée tube           | Undine Lauerwald | Antía García                                                                   | Nina Holt                                                                             |
| 100 m mannequin palmes     | Federica Volpini | Paola Lanzilotti                                                               | Justine Weyders                                                                       |
| 200 m obstacles            | Nina Holt | Anna Pirovano                                                                  | Alicja Tchórz                                                                         |
| 200 m super sauveteur      | Magali Rousseau | Paola Lanzilotti                                                               | Silvia Meschiari                                                                      |
| Relais 4 × 25 m mannequin  | Allemagne- Undine Lauerwald - Nina Holt - Vivian Zander - Kerstin Lange                                                                                               | France- Ava Prêtre - Magali Rousseau - Leslie Belkacemi - Ludivine Blanc       | Belgique- Sofie Boogaerts - Stefanie Lindekens - Nele Vanbuel - Aurélie Romanini      |
| Relais 4 × 50 m bouée tube | Allemagne- Nina Holt - Vivian Zander - Kerstin Lange - Undine Lauerwald                                                                                               | Hongrie- Zsuzsanna Jakabos - Panna Ugrai - Fanni Gyurinovics - Petra Senánszky | Italie- Helene Giovanelli - Lucrezia Fabretti - Francesca Pasquino - Federica Volpini |
| Relais 4 × 50 m obstacles  | Hongrie- Petra Senánszky - Fanni Gyurinovics - Zsuzsanna Jakabos - Evelyn Verrasztó Pologne- Kornelia Fiedkiewicz - Klaudia Naziębło - Paula Żukowska - Alicja Tchórz | Non attribué                                                                   | Italie- Helene Giovanelli - Lucrezia Fabretti - Francesca Pasquino - Silvia Meschiari |

## Tableau des médailles
| Rang  | Nation    | Or | Argent | Bronze | Total |
| ----- | --------- | -- | ------ | ------ | ----- |
| 1     | Allemagne | 9  | 0      | 5      | 14    |
| 2     | Hongrie   | 3  | 1      | 0      | 4     |
| 3     | Italie    | 2  | 10     | 5      | 17    |
| 4     | France    | 1  | 2      | 1      | 4     |
| 5     | Pologne   | 1  | 0      | 2      | 3     |
| 6     | Danemark  | 1  | 0      | 0      | 1     |
| 7     | Espagne   | 0  | 2      | 1      | 3     |
| 8     | Belgique  | 0  | 0      | 1      | 1     |
| 8     | Japon     | 0  | 0      | 1      | 1     |
| Total | Total     | 17 | 15     | 16     | 48    |